# Ben Glassberg
Benjamin Matthew Glassberg, verheiratet Glassberg-Frost, (* 1994 in London) ist ein britischer Dirigent.

## Leben
Nach dem Besuch der Mill Hill School studierte er an der University of Cambridge, wo er einen Music Degree erwarb. An der Royal Academy of Music studierte er bei Sian Edwards Dirigieren.
2017 war er Gewinner des Concours international de jeunes chefs d’orchestre de Besançon. Im selben Jahr debütierte er beim Glyndebourne Festival, wo er eine Aufführung von La clemenza di Tito leitete. Von 2019 bis 2021 fungierte er als Chefdirigent der Glyndebourne Tour. 2022 wurde er bis zur Saison 2025/26 zum Musikdirektor der Opéra de Rouen Normandie bestellt.
Als Dirigent arbeitete er unter anderem mit dem Swedish Radio Symphony Orchestra, dem BBC Philharmonic Orchestra, dem Orchestre National de Lille, dem Orquesta Filarmónica de Gran Canaria, dem Tokyo Metropolitan Orchestra, dem Royal Philharmonic Orchestra, dem Orchestre Philharmonique de Radio France, der Deutschen Radio Philharmonie, dem Tokyo Symphony Orchestra, dem St. Petersburg Symphony Orchestra sowie dem Detroit Symphony Orchestra.
Bei Erato/Warner Classics erschienen Aufnahmen mit dem Gitarristen Thibaut Garcia (2020) und der Mezzosopranistin Marianne Crebassa (2021) unter der Leitung von Glassberg. Bei Alpha Classics wurde 2022 The Turn of the Screw und Mozarts La clemenza di Tito unter seiner Leitung veröffentlicht.
Im September 2023 wurde bekanntgegeben, dass er mit Jahreswechsel 2023/24 Omer Meir Wellber als Musikdirektor der Volksoper Wien unter Intendantin Lotte de Beer nachfolgen soll. Zuvor war er Erster Gastdirigent an der Volksoper und leitete unter anderem die Premiere von Die lustigen Weiber von Windsor. Im Juni 2025 wurde die einvernehmliche und vorzeitige Trennung mit sofortiger Wirkung ohne Nennung einer Nachfolge verkündet, Glassberg deutete in dem Zusammenhang gesundheitliche Probleme an.

## Diskografie (Auswahl)
- 2020: Aranjuez, Thibaut Garcia, Orchestre National du Capitole de Toulouse, Erato/Warner Classic
- 2021: Seguedilles, Marianne Crebassa, Orchestre National du Capitole de Toulouse, Erato/Warner Classic
- 2022: Turn of the Screw, La Monnaie Chamber Orchestra, Alpha Classics
- 2022: La clemenza di Tito, Alpha Classics

## Auszeichnungen und Nominierungen
- 2017: Gewinner des Concours international de jeunes chefs d’orchestre de Besançon[3][4]
- 2019: International Opera Awards – Nominierung in der Kategorie Newcomer[6]